# ناحیه عین مران
ناحیه عین مران (به عربی: دائرة عین مران) یک ناحیه‌ در الجزایر است که در استان الشلف واقع شده‌است.